# Celeste Ng
Celeste Ng; kínai: 伍绮诗 (Pittsburgh, 1980. július 30. –) amerikai regényíró. Számos novellája jelent meg, amelyeket különböző irodalmi folyóiratokban publikáltak. 2014. június 26-án jelent meg első regénye, az Everything I Never Told You, amely elnyerte az Amazon Az év könyve díját, valamint a kritikusok dicséretét. Girls at Play című novellája 2012-ben Pushcart-díjat nyert, 2015-ben pedig Alex-díjjal tüntették ki. Második regénye, a Little Fires Everywhere 2017-ben jelent meg. A könyv alapján készült tévés minisorozatot 2020-ban mutatták be. 2020-ban Guggenheim-ösztöndíjat kapott.

## Fiatalkora és iskolái
Celeste Ng a pennsylvaniai Pittsburghben született, szülei az 1960-as évek végén költöztek át Hongkongból. Édesapja, Dr.Daniel L. Ng (2004-ben halt meg) fizikus volt a NASA John H. Glenn Kutatóközpontjában (korábbi nevén NASA Lewis Research Center). Édesanyja vegyész volt, aki a Clevelandi Állami Egyetemen tanított.
Amikor tízéves volt, szüleivel és nővérével Pittsburghből az ohiói Shaker Heightsba költözött. A Shaker Heights városi iskolakerület iskoláiba járt, a Woodbury általános iskolától egészen a Shaker Heights középiskoláig. A középiskolában három évig részt vett a Student Group on Race Relations („SGORR”) munkájában, és társszerkesztője volt az iskola irodalmi folyóiratának, a Semanteme-nek. 1998-ban érettségizett. A középiskolát 1998-ban fejezte be.
A középiskola elvégzése után Ng a Harvard Egyetemen tanult angolt. Ezután a Michigani Egyetemen végzett, ahol megszerezte a Master of Fine Arts fokozatot írói szakon, most a Helen Zell Writers' Programban. A Michigani Egyetemen Ng elnyerte a Hopwood-díjat „What Passes Over” című novellájáért.

## Karrier
2012-ben megkapta a Pushcart-díjat a „Girls, At Play” című novellájáért. Szépirodalmi művei a One Story, a TriQuarterly és a Subtropics folyóiratokban jelentek meg. Esszéi a Kenyon Review Online-ban, a The Millionsban és máshol jelentek meg. Ng írást tanított a Michigani Egyetemen és a bostoni Grub Street-en. Három évig a Fiction Writers Review weboldal blogszerkesztője is volt.
Debütáló regénye, a Everything I Never Told You (Amit sohase mondtam el) egy irodalmi thriller, amelynek középpontjában egy amerikai család áll az 1970-es évek Ohiójában. A regényt négy vázlat és egy átdolgozás előzte meg, mire elkészült, ami hat évig tartott. Ng elmondta, hogy a rasszizmusról szerzett saját tapasztalataiból, valamint a családja és barátai tapasztalataiból merített. A könyv, amelyet a Los Angeles Times „kiváló első regénynek nevezett a családról, szerelemről és ambícióról”, 2014-ben elnyerte az Amazon "Az év könyve" díját és 2014-ben a The New York Times Notable Book listáján szerepelt. A regényt 15 nyelvre fordították le. 2020-ban jelentették, hogy az Annapurna Television limitált sorozatot készít a regényből. Ng és Mary Lee, az A-Major Media produkciós cég vezető producerei lesznek.
Második regénye, a Little Fires Everywhere (Kis tüzek mindenütt) az ohiói Shaker Heightsban játszódik, és két családot követ, egy anya és egy lány, akik megkérdőjelezik a város határait és kultúráját. A regényből 2020-ban a Hulu azonos című minisorozatot készített Reese Witherspoon executive producerként és Kerry Washington főszereplésével; Ng volt a sorozat egyik producere is.
Harmadik regénye, az Our Missing Hearts (Hiányzó szívünk) egy olyan jövőben játszódik, ahol Amerika legitimálta a rasszizmust, különösen az ázsiai származásúakkal szemben, és elfojtotta a szabad véleménynyilvánítást. A regény egy Bird nevű 12 éves kínai származású fiút követ, aki újra felfedezi disszidens édesanyja művészetét. 2022 októberében jelent meg a regény.

## Magánélete
2014 óta a Massachusetts állambeli Cambridge-ben él férjével és fiával.
Az Everything I Never Told You című könyv turnéja során Ng elmondta, hogy gyerekkorában a Harriet, a kém volt a kedvenc könyve. Felnőttként egyik kedvenc könyve Arundhati Roy Az Apró Dolgok Istene című műve.
2018-ban, amikor az amerikai kormány szétválasztotta a papírok nélküli bevándorló családok gyermekeit és szüleit, Ng a Twitter-fiókját használta, hogy felhívja a figyelmet erre a politikára. Ő és más írók egy csoportja elárverezte a könyveikben szereplő jövőbeli karakterek névhasználati jogait. A cél az volt, hogy pénzt gyűjtsenek az Immigrant Families Together nevű önkéntes csoport számára, amely a bevándorló családok újraegyesítésével foglalkozik.

## Könyvei
- Everything I Never Told You. Penguin Press (2014). ISBN 978-1594205712
  - Amit sohase mondtam el – Európa, Budapest, 2016 · ISBN 9789634054016 · Fordította: Széky János
- Girls, At Play, Pushcart Prize 2012 Anthology, XXXVI 2012 (2012. június 15.). ISBN 978-1888889635[6]
- Little Fires Everywhere. Penguin Press (2017). ISBN 978-0735224315
  - Kis tüzek mindenütt – Európa, Budapest, 2020 · ISBN 9789635043507 · Fordította: Dudik Annamária Éva
- Our Missing Hearts. Penguin Press (2022). ISBN 978-0593492543
  - Hiányzó szívünk – Európa, Budapest, 2023 · ISBN 9789635047505 · Fordította: Pataricza Eszter

## Egyéb információk
- Honlapja

## Fordítás
- Ez a szócikk részben vagy egészben  a   Celeste Ng című angol Wikipédia-szócikk fordításán alapul.  Az eredeti cikk szerkesztőit annak laptörténete sorolja fel. Ez a jelzés csupán a megfogalmazás eredetét és a szerzői jogokat jelzi, nem szolgál a cikkben szereplő információk forrásmegjelöléseként.